# Tobipuranga ybyra
Tobipuranga ybyra är en skalbaggsart som beskrevs av Dilma Solange Napp och Martins 1996. Tobipuranga ybyra ingår i släktet Tobipuranga och familjen långhorningar. Inga underarter finns listade i Catalogue of Life.